# Battlefield 6
Battlefield 6 — майбутня відеогра в жанрі шутер від першої особи, розроблена Battlefield Studios та видана Electronic Arts. Гра, що є вісімнадцятою частиною в серії Battlefield після Battlefield 2042, вийде 10 жовтня 2025 року на PlayStation 5, Xbox Series X/S та Microsoft Windows.

## Маркетинг
3 лютого 2025 року Electronic Arts анонсувала ініціативу під назвою Battlefield Labs — закрите всесвітнє плейтестування майбутньої частини серії Battlefield. Анонс підтвердив, що гра розробляється спільно чотирма студіями під загальним брендом Battlefield Studios: DICE, Ripple Effect Studios, Motive Studio та Criterion Games. До свого закриття у 2024 році в розробці також брала участь студія Ridgeline Games, яка фокусувалася на однокористувацькій кампанії. Відеоанонс містив геймплей з пре-альфа версії Battlefield 6 і підтвердив, що гра матиме сеттинг сучасної війни. До березня 2025 року ранні геймплейні відео з Battlefield Labs були злиті в мережу плейтестерами.
19 липня 2025 року назва гри була злита раніше, коли Electronic Arts надіслала пакунки інфлюенсерам з логотипом Battlefield 6. 21 липня Battlefield Studios оголосила, що майбутня гра матиме відкрите бета-тестування перед офіційним релізом.
Гра була офіційно представлена як Battlefield 6 22 липня 2025 року, коли Electronic Arts оголосила дату прем'єри офіційного трейлера, який вийшов 24 липня 2025 року.
23 липня 2025 року на соціальних медіа сторінках Battlefield було опубліковано додатковий тизер. Він вказував, що центральний конфлікт буде між НАТО та приватною військовою компанією під назвою Pax Armata.

## Випуск
Випуск Battlefield 6 запланований на 10 жовтня 2025 року на PlayStation 5, Xbox Series X/S та Microsoft Windows через Steam та Epic Games Store. На всіх платформах базова версія гри коштуватиме 69,99 доларів США, а спеціальне видання «Phantom Edition» — 99,99 доларів США.